# Folmer Bendtsen
 Denne artikel omhandler personen Folmer Bendtsen. Opslagsordet har også en anden betydning, se Folmer Bendtsen (dokumentarfilm).
Folmer Bendtsen (8. februar 1907 i København – 6. januar 1993 i Frederikssund) var en dansk maler. Han blev kendt som arbejderklassens maler og skildrede i sine malerier arbejdernes liv på Nørrebro, Sydhavnen og specielt i Nordvestkvarteret, hvor han også boede. Hans værker kan ses på en række danske museer, bl.a. Statens Museum for Kunst, ARoS og Nordjyllands Kunstmuseum. Folmer Bendtsens Plads ligger ved Nørrebro Station, tæt ved Alexandravej (den nuværende Rebslagervej, der den gang gik helt til Frederikssundsvej), hvor Folmer Bendtsen boede i en årrække.

## Liv
Folmer Bendtsen blev født på Vesterbro som uægte søn af en møbelhandler og en strygerske. Han kom i pleje hos Jens og Marie Nielsen på Nørrebro indtil han som 7-årig vendte tilbage til sine forældre, der i mellemtiden var blevet gift. Som 16-årig stak han til søs. Fire-fem år senere vendte han tilbage til København, da krisen ødelagde betingelserne for skibsfarten. Han arbejdede som klunser og senere som gadehandler med base ved Alexandravej i Nordvest.
Efter at have læst om kunst på biblioteket gik Folmer Bendtsen i gang med at male.
| Citat                       | Så kom miraklet. Det var K. K. Steincke og Ole Vindings skyld. Jeg købte alle mine farver hos kunsthandler Henning Larsen i Knabrostræde. Han blev brændt af. Der var en anden maler, som skulle holde udstilling – men han blev væk. Så fik Henning Larsen den skrupskøre idé, at det kunne være sjovt at se lidt nærmere på ham bananvognsejeren, der købte så mange farver. Så arrangerede han en udstilling med mine billeder. Jeg var målløs og havde faktisk medlidenhed med staklen. Men så skrev Ole Vinding en strålende anmeldelse i Ekstra Bladet. Noget med – husker jeg endnu – ”Manden fra den blånende sø og den gule bananvogn”. Næste dag gik K. K. Steincke op og købte to billeder. Jeg fik en formue for dem. 150 kr. pr. stk.” | Citat |
| Interview i Politiken, 1966 | |       |

Folmer Bendtsen debuterede i 1935 (se citat) og året efter kunne hans billeder ses på Charlottenborg. Samme år blev han optaget i kunstnersammenslutningen Kammeraterne. Med denne gruppe udstillede han bl.a. på Den Frie Udstilling. I 1938 rejste han på studietur til Paris. I 1942 udsmykkede Bendtsen Korsør Rådhus og i 1949 vandt han konkurrencen om at udsmykke Radiohusets kantine. Han blev 1953 optaget som medlem af Grønningen. Han var kunstanmelder ved Social-Demokraten 1938-43. Folmer Bendtsen døde i 1993, 85 år gammel.

## Tilknytning til venstrefløjen
Folmer Bendtsen var politisk aktiv på venstrefløjen og medlem af Danmarks Kommunistiske Parti indtil 1956.
Hans malerier er dog mere stemningsbilleder end udtryk for en agiteren efter en ny verdensorden. 
| Citat | Naar Folmer Bendtsen maler Sommer i Baggaarden virker det ikke som en Opfordring til at skaffe de stakkels Børn Landophold i Sommerferien eller en Appel til Sundhedsautoriteterne om Sanering af Kvarteret, for Malerens Forhold til Motivet er rent kunstnerisk. Hans Bedrift er, at han finder de maleriske Skønheder i noget vedtaget skønhedsforladt. | Citat |
|       | |       |

## Hæder og tillidshverv
Folmer Bendtsen blev tildelt den Neuhausenske Præmie 1937, 1938 og 1939, De Bielkeske Legater 1940 og 1941, Det Oluf Hartmannske Legat 1941, Foltmars Legat 1944, legat fra Den Hielmstierne-Rosencroneske Stiftelse 1944, fra R.H. Booth 1944, J.R. Lunds Rejselegat 1945 og 1946, Akademiets stipendium 1952 og 1955 samt Henri Nathansens Kunstnerlegat 1955. Han accepterede i 1964 – på trods af sine tilknytning til arbejderklassen – at blive Ridder af Dannebrog. Han fik også Dansk Røde Kors' Mindetegn for krigshjælpearbejde 1939-45.
Han var medlem af komitéen for udstillinger i udlandet 1941-47, af Akademiraadets jury 1943-50, af Akademiraadet 1956 (vicepræsident 1962) og formand for dettes fagudvalg 1961, af Gallerikommissionen 1959-64, af lærerrådet ved Akademiets skoler, af Modstandsbevægelsens kunstneriske Udvalg, af bestyrelsen for Nordisk Kunstforbund 1945-48 og for Statens Kunstfond 1956 samt af Dyrehaveudvalget; formand for Malende Kunstneres Sammenslutning 1960-64.